# Saint-Médard-d’Eyrans
Saint-Médard-d’Eyrans ist eine französische Gemeinde mit 3361 Einwohnern (Stand 1. Januar 2022) im Département Gironde in der Region Nouvelle-Aquitaine. Die Gemeinde liegt im näheren Einzugsgebiet der etwa 20 km entfernten nördlich gelegenen Stadt Bordeaux. 
Die Gemeinde gehört zum Kanton La Brède im Arrondissement Bordeaux und zur Communauté de Communes de Montesquieu, einem Gemeindeverband, dem 13 Gemeinden südlich von Bordeaux angehören.

## Bevölkerungsentwicklung
In den vergangenen 50 Jahren hat sich die Bevölkerungszahl von Saint-Médard-d’Eyrans etwa verdreifacht, wie aus der folgenden Tabelle ersichtlich ist.
| Jahr                                                            | 1962 | 1968 | 1975 | 1982 | 1990 | 1999 | 2006 | 2014 |
| --------------------------------------------------------------- | ---- | ---- | ---- | ---- | ---- | ---- | ---- | ---- |
| Einwohner                                                       | 831  | 1109 | 1330 | 1490 | 2033 | 2277 | 2603 | 2924 |
| Quelle: INSEE, 2006: Fortschreibung; Zahlen ohne Zweitwohnsitze |      |      |      |      |      |      |      |      |

## Verkehr
Saint-Médard-d’Eyrans liegt an der Bahnstrecke Bordeaux–Sète und wird im Regionalverkehr mit TER-Zügen bedient.

## Gemeindepartnerschaften
- Mogege, Portugal, seit Juni 2003[1]

## Weinbau
Saint-Médard-d’Eyrans ist ein Weinbauort in der Weinbauregion Graves und gehört zur Appellation Pessac-Léognan.

## Sehenswürdigkeiten

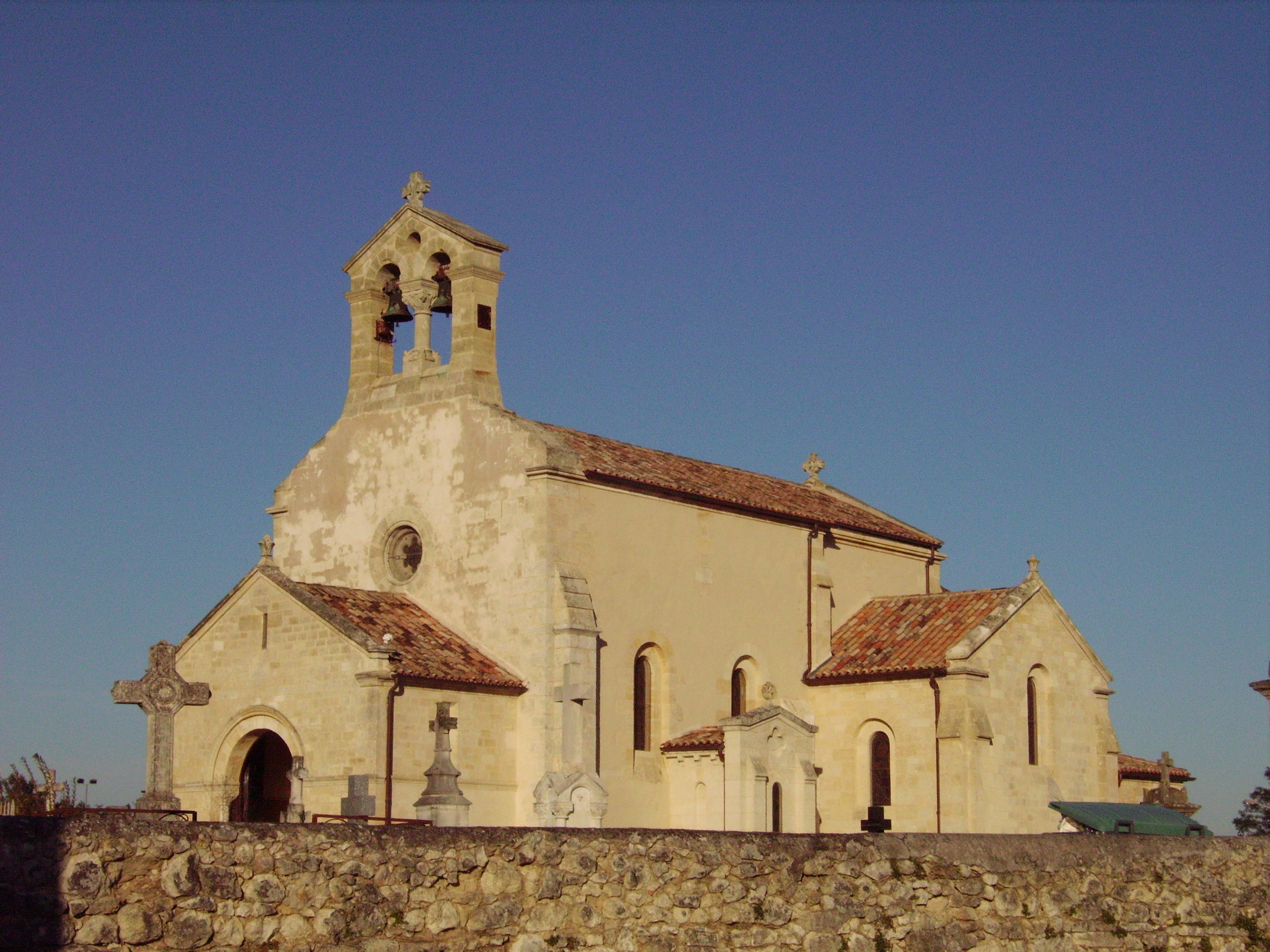
Kirche

- Schloss (Monument historique)
- Kirche